# Systoechus litoralis
Systoechus litoralis är en tvåvingeart som beskrevs av Wray Merrill Bowden 1964. Systoechus litoralis ingår i släktet Systoechus och familjen svävflugor. Inga underarter finns listade i Catalogue of Life.